# Britse Lagerhuisverkiezingen 2015
De Britse Lagerhuisverkiezingen van 2015 werden gehouden op 7 mei 2015. Op deze dag werden in alle kiesdistricten van het Verenigd Koninkrijk de leden gekozen van het Lagerhuis van het Britse parlement.
De Conservative Party onder leiding van premier David Cameron werd, hoewel de partij nauwelijks meer stemmen kreeg dan in 2010, de grote winnaar van deze verkiezingen. De partij haalde 331 zetels, een meerderheid van +6.
Tot de verliezers behoorden Labour (-33 zetels) en vooral de Liberal Democrats (-49 zetels). Labour ging in aantal stemmen vooruit, zelfs meer dan de Conservatieven, maar verloor op een na alle Schotse zetels aan de SNP.
De uitslag stond in schril contrast met de opiniepeilingen die in de weken voorafgaande aan de verkiezingen werden gehouden, waarin een nek-aan-nekrace tussen Labour en de Conservatieven werd aangekondigd. Daarbij zou geen van de partijen een absolute meerderheid halen. Pas bij de exit poll die bij het sluiten van de stembussen bekend werd gemaakt, werd duidelijk dat de uitslag geheel anders zou zijn dan de peilingen hadden voorspeld.
Een opvallende winnaar was de Scottish National Party (SNP), die van 6 naar 56 zetels ging. Op drie na won de SNP in alle Schotse kiesdistricten. Nigel Farage, leider van de United Kingdom Independence Party (UKIP), slaagde er niet in de door hem geambieerde zetel voor Thanet South te veroveren. UKIP was in aantal stemmen de derde partij geworden, maar door de werking van het Britse systeem, first past the post, behaalde de partij uiteindelijk maar 1 zetel.
Miliband, Clegg en Farage traden op 8 mei 2015 alle drie af als voorzitter van hun respectieve partij.

## Uitslag
|                |                      |              |                 |                   |              |                 |
| Leider         | David Cameron        | Ed Miliband  | Nicola Sturgeon | Nick Clegg        | Nigel Farage | Natalie Bennett |
| Partij         | Conservatieve Partij | Labour Party | SNP             | Liberal Democrats | UKIP         | Groenen         |
| Zetels in 2010 | 306, 36,1%           | 258, 29%     | 6               | 57, 23%           | 0*, 3,1%     | 1               |
| Zetels in 2015 | 331, 36,9%           | 232, 30,4%   | 56              | 8, 7,9%           | 1, 12,6%     | 1, 3,8%         |
| Zetelverschil  | +25                  | -26          | +50             | -49               | +1           | -               |
| Stemmen        | 11.334.920           | 9.344.328    | 1.454.436       | 2.415.888         | 3.881.129    | 1.154.562       |

 *UKIP won sinds 2010 2 zetels in tussentijdse verkiezingen 
De 'Overige' zetels worden verdeeld onder DUP (8 zetels), Sinn Fein (4 zetels), Plaid Cymru (3 zetels), SDLP (3 zetels), UUP (2 zetels), UKIP (1 zetel), Green Party (1 zetel) en een onafhankelijke kandidaat (1 zetel). Al deze zetels, behalve die voor Plaid Cymru, UKIP en Green Party, zijn verdeeld in Noord-Ierland.
2005 · 
2010 · 
2015 · 
2017 · 
2019 · 
2024